# Nascar Sprint Cup Series 2009
Nascar Sprint Cup Series 2009 var den 61:a upplagan av den främsta divisionen av professionell stockcarracing i USA sanktionerad av National Association for Stock Car Auto Racing. 
Säsongen bestod av 36 race och inleddes på Daytona International Speedway med uppvisningsloppen Budweiser Shootout 7 februari och Gatorade Duels 12 februari, vilket även var slutkval till den 51:a upplagan av Daytona 500. Säsongen avslutades 22 november på Homestead-Miami Speedway med Ford 400. Serien vanns av Jimmie Johnson, vilket var hans fjärde av sammanlagt sju mästerskapstitlar. Johnson blev historisk genom att bli den förste föraren någonsin att vinna Cup-serien fyra år i rad. Chevrolet vann märkesmästerskapet för sjunde året i rad och för 33:e gången totalt.

## Tävlingskalender
| Nr                       | Officiellt namn                                    | Bana                                                   | Datum        |
| ------------------------ | -------------------------------------------------- | ------------------------------------------------------ | ------------ |
| U                        | Budweiser Shootout                                 | Daytona International Speedway, Daytona Beach, Florida | 7 februari   |
| KV                       | Gatorade Duels                                     | Daytona International Speedway, Daytona Beach, Florida | 12 februari  |
| 1                        | Daytona 500                                        | Daytona International Speedway, Daytona Beach, Florida | 15 februari  |
| 2                        | Auto Club 500                                      | Auto Club Speedway, Fontana, Kalifornien               | 22 februari  |
| 3                        | Shelby 427                                         | Las Vegas Motor Speedway, Las Vegas, Nevada            | 1 mars       |
| 4                        | Kobalt Tools 500                                   | Atlanta Motor Speedway, Hampton, Georgia               | 8 mars       |
| 5                        | Food City 500                                      | Bristol Motor Speedway, Bristol, Tennessee             | 22 mars      |
| 6                        | Goody's Fast Pain Relief 500                       | Martinsville Speedway, Ridgeway, Virginia              | 29 mars      |
| 7                        | Samsung 500                                        | Texas Motor Speedway, Fort Worth, Texas                | 5 april      |
| 8                        | Subway Fresh Fit 500                               | Phoenix International Raceway, Avondale, Arizona       | 18 april     |
| 9                        | Aaron's 499                                        | Talladega Superspeedway, Lincoln, Alabama              | 26 april     |
| 10                       | Crown Royal presents the Russell Friedman 400      | Richmond International Raceway, Richmond, Virginia     | 2 maj        |
| 11                       | Southern 500 presented by GoDaddy.com              | Darlington Raceway, Darlington, South Carolina         | 9 maj        |
| U                        | NASCAR All-Star Race                               | Lowe's Motor Speedway, Concord, North Carolina         | 16 maj       |
| U                        | Sprint Showdown                                    | Lowe's Motor Speedway, Concord, North Carolina         | 16 maj       |
| 12                       | Coca-Cola 600                                      | Lowe's Motor Speedway, Concord, North Carolina         | 24 25 maj    |
| 13                       | Autism Speaks 400 presented by Heluva Good! Cheese | Dover International Speedway, Dover, Delaware          | 31 maj       |
| 14                       | Pocono 500                                         | Pocono Raceway, Long Pond, Pennsylvania                | 7 juni       |
| 15                       | Lifelock 400                                       | Michigan International Speedway, Brooklyn, Michigan    | 14 juni      |
| 16                       | Toyota/Save Mart 350                               | Infineon Raceway, Sonoma, Kalifornien                  | 21 juni      |
| 17                       | Lenox Industrial Tools 301                         | New Hampshire Motor Speedway, Loudon, New Hampshire    | 28 juni      |
| 18                       | Coke Zero 400                                      | Daytona International Speedway, Daytona Beach, Florida | 4 juli       |
| 19                       | Lifelock.com 400                                   | Chicagoland Speedway, Joliet, Illinois                 | 11 juli      |
| 20                       | Allstate 400 at the Brickyard                      | Indianapolis Motor Speedway, Speedway, Indiana         | 26 juli      |
| 21                       | Sunoco American Red Cross Pennsylvania 500         | Pocono Raceway, Long Pond, Pennsylvania                | 2 3 augusti  |
| 22                       | Heluva Good! Sour Cream Dips at The Glen           | Watkins Glen International, Watkins Glen, New York     | 9 10 augusti |
| 23                       | Carfax 400                                         | Michigan International Speedway, Brooklyn, Michigan    | 16 augusti   |
| 24                       | Sharpie 500                                        | Bristol Motor Speedway, Bristol, Tennessee             | 24 augusti   |
| 25                       | Pep Boys Auto 500                                  | Atlanta Motor Speedway, Hampton, Georgia               | 6 september  |
| 26                       | Chevy Rock & Roll 400                              | Richmond International Raceway, Richmond, Virginia     | 12 september |
| Chase for the Sprint Cup |                                                    |                                                        |              |
| 27                       | Sylvania 300                                       | New Hampshire Motor Speedway, Loudon, New Hampshire    | 20 september |
| 28                       | AAA 400                                            | Dover International Speedway, Dover, Delaware          | 27 september |
| 29                       | Price Chopper 400                                  | Kansas Speedway, Kansas City, Kansas                   | 4 oktober    |
| 30                       | Pepsi 500                                          | Auto Club Speedway, Fontana, Kalifornien               | 11 oktober   |
| 31                       | NASCAR Banking 500 only from Bank of America       | Lowe's Motor Speedway, Concord, North Carolina         | 17 oktober   |
| 32                       | Tums Fast Relief 500                               | Martinsville Speedway, Ridgeway, Virginia              | 25 oktober   |
| 33                       | AMP Energy 500                                     | Talladega Superspeedway, Lincoln, Alabama              | 1 november   |
| 34                       | Dickies 500                                        | Texas Motor Speedway, Fort Worth, Texas                | 8 november   |
| 35                       | Checker O'Reilly Auto Parts 500                    | Phoenix International Raceway, Avondale, Arizona       | 15 november  |
| 36                       | Ford 400                                           | Homestead-Miami Speedway, Homestead, Florida           | 22 november  |

## Resultat
| Nr                       | Tävling                                      | Pole position      | Flest ledda varv   | Vinnare         | Team                      | Konstruktör | Rapport |
| ------------------------ | -------------------------------------------- | ------------------ | ------------------ | --------------- | ------------------------- | ----------- | ------- |
| U                        | Budweiser Shootout                           | Paul Menard        | Dale Earnhardt Jr. | Kevin Harvick   | Richard Childress Racing  | Chevrolet   | Rapport |
| KV                       | Gatorade Duel 1                              | Martin Truex Jr.   | Jeff Gordon        | Jeff Gordon     | Hendrick Motorsports      | Chevrolet   | Rapport |
| KV                       | Gatorade Duel 2                              | Mark Martin        | Kyle Busch         | Kyle Busch      | Joe Gibbs Racing          | Toyota      | Rapport |
| 1                        | Daytona 500                                  | Martin Truex Jr.   | Kyle Busch         | Matt Kenseth    | Roush Fenway Racing       | Ford        | Rapport |
| 2                        | Auto Club 500                                | Brian Vickers      | Matt Kenseth       | Matt Kenseth    | Roush Fenway Racing       | Ford        | Rapport |
| 3                        | Shelby 427                                   | Kyle Busch         | Jimmie Johnson     | Kyle Busch      | Joe Gibbs Racing          | Toyota      | Rapport |
| 4                        | Kobalt Tools 500                             | Mark Martin        | Kurt Busch         | Kurt Busch      | Penske Racing             | Dodge       | Rapport |
| 5                        | Food City 500                                | Mark Martin        | Kyle Busch         | Kyle Busch      | Joe Gibbs Racing          | Toyota      | Rapport |
| 6                        | Goody's Fast Pain Relief 500                 | Jeff Gordon        | Denny Hamlin       | Jimmie Johnson  | Hendrick Motorsports      | Chevrolet   | Rapport |
| 7                        | Samsung 500                                  | David Reutimann    | Jeff Gordon        | Jeff Gordon     | Hendrick Motorsports      | Chevrolet   | Rapport |
| 8                        | Subway Fresh Fit 500                         | Mark Martin        | Mark Martin        | Mark Martin     | Hendrick Motorsports      | Chevrolet   | Rapport |
| 9                        | Aaron's 499                                  | Juan Pablo Montoya | Kyle Busch         | Brad Keselowski | Phoenix Racing            | Chevrolet   | Rapport |
| 10                       | Crown Royal presents the Russ Friedman 400   | Brian Vickers      | Denny Hamlin       | Kyle Busch      | Joe Gibbs Racing          | Toyota      | Rapport |
| 11                       | Southern 500 presented by GoDaddy.com        | Matt Kenseth       | Greg Biffle        | Mark Martin     | Hendrick Motorsports      | Chevrolet   | Rapport |
| U                        | Sprint Showdown                              | Kirk Shelmerdine   | Jamie McMurray     | Sam Hornish Jr. | Penske Racing             | Dodge       | Rapport |
| U                        | Nascar Sprint All-Star Race                  | Jimmie Johnson     | Kevin Harvick      | Tony Stewart    | Stewart-Haas Racing       | Chevrolet   | Rapport |
| 12                       | Coca-Cola 600                                | Ryan Newman        | Kyle Busch         | David Reutimann | Michael Waltrip Racing    | Toyota      | Rapport |
| 13                       | Autism Speaks 400                            | David Reutimann    | Jimmie Johnson     | Jimmie Johnson  | Hendrick Motorsports      | Chevrolet   | Rapport |
| 14                       | Pocono 500                                   | Tony Stewart       | Carl Edwards       | Tony Stewart    | Stewart-Haas Racing       | Chevrolet   | Rapport |
| 15                       | Lifelock 400                                 | Brian Vickers      | Jimmie Johnson     | Mark Martin     | Hendrick Motorsports      | Chevrolet   | Rapport |
| 16                       | Toyota/Save Mart 350                         | Brian Vickers      | Kasey Kahne        | Kasey Kahne     | Richard Petty Motorsports | Dodge       | Rapport |
| 17                       | Lenox Industrial Tools 301                   | Jimmie Johnson     | Jimmie Johnso      | Joey Logano     | Joe Gibbs Racing          | Toyota      | Rapport |
| 18                       | Coke Zero 400                                | Tony Stewart       | Tony Stewart       | Tony Stewart    | Stewart-Haas Racing       | Chevrolet   | Rapport |
| 19                       | Lifelock.com 400                             | Brian Vickers      | Mark Martin        | Mark Martin     | Hendrick Motorsports      | Chevrolet   | Rapport |
| 20                       | Allstate 400 at the Brickyard                | Mark Martin        | Juan Pablo Montoya | Jimmie Johnson  | Hendrick Motorsports      | Chevrolet   | Rapport |
| 21                       | Sunoco Red Cross Pennsylvania 500            | Tony Stewart       | Denny Hamlin       | Denny Hamlin    | Joe Gibbs Racing          | Toyota      | Rapport |
| 22                       | Heluva Good! Sour Cream Dips at The Glen     | Jimmie Johnson     | Tony Stewart       | Tony Stewart    | Stewart-Haas Racing       | Chevrolet   | Rapport |
| 23                       | Carfax 400                                   | Brian Vickers      | Jimmie Johnson     | Brian Vickers   | Team Red Bull             | Toyota      | Rapport |
| 24                       | Sharpie 500                                  | Mark Martin        | Mark Martin        | Kyle Busch      | Joe Gibbs Racing          | Toyota      | Rapport |
| 25                       | Pep Boys Auto 500                            | Martin Truex Jr.   | Martin Truex Jr.   | Kasey Kahne     | Richard Petty Motorsports | Dodge       | Rapport |
| 26                       | Chevy Rock & Roll 400                        | Mark Martin        | Denny Hamlin       | Denny Hamlin    | Joe Gibbs Racing          | Toyota      | Rapport |
| Chase for the Sprint Cup |                                              |                    |                    |                 |                           |             |         |
| 27                       | Sylvania 300                                 | Juan Pablo Montoya | Juan Pablo Montoya | Mark Martin     | Hendrick Motorsports      | Chevrolet   | Rapport |
| 28                       | AAA 400                                      | Jimmie Johnson     | Jimmie Johnson     | Jimmie Johnson  | Hendrick Motorsports      | Chevrolet   | Rapport |
| 29                       | Price Chopper 400                            | Mark Martin        | Greg Biffle        | Tony Stewart    | Stewart-Haas Racing       | Chevrolet   | Rapport |
| 30                       | Pepsi 500                                    | Denny Hamlin       | Jimmie Johnson     | Jimmie Johnson  | Hendrick Motorsports      | Chevrolet   | Rapport |
| 31                       | Nascar Banking 500 only from Bank of America | Jimmie Johnson     | Jimmie Johnson     | Jimmie Johnson  | Hendrick Motorsports      | Chevrolet   | Rapport |
| 32                       | Tums Fast Relief 500                         | Ryan Newman        | Denny Hamlin       | Denny Hamlin    | Joe Gibbs Racing          | Toyota      | Rapport |
| 33                       | AMP Energy 500                               | Jimmie Johnson     | Jamie McMurray     | Jamie McMurray  | Roush Fenway Racing       | Ford        | Rapport |
| 34                       | Dickies 500                                  | Jeff Gordon        | Kyle Busch         | Kurt Busch      | Penske Racing             | Dodge       | Rapport |
| 35                       | Checker Auto Parts 500                       | Martin Truex Jr.   | Jimmie Johnson     | Jimmie Johnson  | Hendrick Motorsports      | Chevrolet   | Rapport |
| 36                       | Ford 400                                     | Jimmie Johnson     | Denny Hamlin       | Denny Hamlin    | Joe Gibbs Racing          | Toyota      | Rapport |

## Slutställning
| Plats | Förare             | Team                                | Märke          | Poäng |
| ----- | ------------------ | ----------------------------------- | -------------- | ----- |
| 1     | Jimmie Johnson     | Hendrick Motorsports                | Chevrolet      | 6652  |
| 2     | Mark Martin        | Hendrick Motorsports                | Chevrolet      | 6511  |
| 3     | Jeff Gordon        | Hendrick Motorsports                | Chevrolet      | 6473  |
| 4     | Kurt Busch         | Penske Racing                       | Dodge          | 6446  |
| 5     | Denny Hamlin       | Joe Gibbs Racing                    | Toyota         | 6335  |
| 6     | Tony Stewart       | Stewart Haas Racing                 | Chevrolet      | 6309  |
| 7     | Greg Biffle        | Roush Fenway Racing                 | Ford           | 6292  |
| 8     | Juan Pablo Montoya | Earnhardt Ganassi Racing            | Chevrolet      | 6252  |
| 9     | Ryan Newman        | Stewart Haas Racing                 | Chevrolet      | 6175  |
| 10    | Kasey Kahne        | Richard Petty Motorsports           | Dodge          | 6128  |
| 11    | Carl Edwards       | Roush Fenway Racing                 | Ford           | 6118  |
| 12    | Brian Vickers      | Red Bull Racing Team                | Toyota         | 5929  |
| 13    | Kyle Busch         | Joe Gibbs Racing                    | Toyota         | 4457  |
| 14    | Matt Kenseth       | Roush Fenway Racing                 | Ford           | 4389  |
| 15    | Clint Bowyer       | Richard Childress Racing            | Chevrolet      | 4359  |
| 16    | David Reutimann    | Michael Waltrip Racing              | Toyota         | 4221  |
| 17    | Jeff Burton        | Richard Childress Racing            | Chevrolet      | 4022  |
| 18    | Marcos Ambrose     | JTG Daugherty Racing                | Toyota         | 3830  |
| 19    | Kevin Harvick      | Richard Childress Racing            | Chevrolet      | 3796  |
| 20    | Joey Logano        | Joe Gibbs Racing                    | Toyota         | 3791  |
| 21    | Casey Mears        | Richard Childress Racing            | Chevrolet      | 3759  |
| 22    | Jamie McMurray     | Roush Fenway Racing                 | Ford           | 3604  |
| 23    | Martin Truex Jr.   | Earnhardt Ganassi Racing            | Chevrolet      | 3503  |
| 24    | A.J. Allmendinger  | Richard Petty Motorsports           | Dodge          | 3476  |
| 25    | Dale Earnhardt Jr. | Hendrick Motorsports                | Chevrolet      | 3422  |
| 26    | Eliott Sadler      | Richard Petty Motorsports           | Dodge          | 3350  |
| 27    | David Ragan        | Roush Fenway Racing                 | Ford           | 3252  |
| 28    | Sam Hornish Jr.    | Penske Racing                       | Dodge          | 3203  |
| 29    | Reed Sorenson      | Richard Petty Motorsports           | Dodge          | 3147  |
| 30    | Bobby Labonte      | Hall of Fame Racing TRG Motorsports | Ford Chevrolet | 3128  |